# Ouzouer-sous-Bellegarde
 Ouzouer-sous-Bellegarde  es una población y comuna francesa, situada en la región de Centro, departamento de Loiret, en el distrito de Montargis y cantón de Bellegarde.

## Demografía
| 253 | 246 | 215 | 219 | 256 | 259 |
| Para los censos de 1962 a 1999 la población legal corresponde a la población sin duplicidades (Fuente: INSEE [Consultar]) |     |     |     |     |     |